# Гіпотеза світу РНК

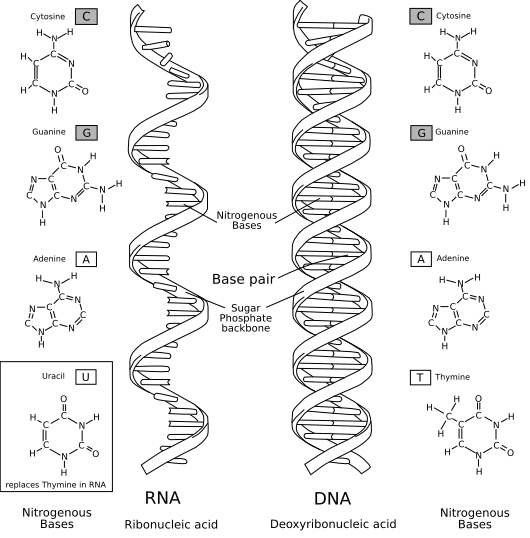
Порівняння РНК (зліва) з ДНК (справа)

Гіпотеза світу РНК вважає, що РНК фактично була першою формою життя на Землі, яка пізніше розвинула навколо себе клітинну мембрану і стала першою клітиною прокаріотів.

## Підтримка ідеї
Фраза «Світ РНК» була вперше використана Вальтером Гілбертом 1986 року. Проте ідея незалежного життя на основі РНК набагато старша і може бути знайдена в книзі Карла Воуза «Генетичний код». П'ятьма роками раніше молекулярний біолог Александер Річ, з Массачусетського технологічного інституту, у виданні присвяченому нобелівському лауреату фізіологу Альберту Сент-Дйорді, виклав у основі своєї статті майже таку ж саму ідею. Гіпотеза світу РНК заснована на здатності РНК запам'ятовувати, передавати, і дублювати генетичну інформацію, так само, як це робить ДНК. На додаток до цього, РНК може також діяти як рибозим (ензим, зроблений з рибонуклеїнової кислоти). Оскільки РНК може відтворюватися самостійно, виконуючи завдання як ДНК, так і білків (ензимів), вона, як вважається, колись була здатною до незалежного життя. Більш того, тоді як нуклеотиди не були знайдені в експериментах Міллера-Юрі з відтворення умов, що існували на Землі у Архейську еру, вони були знайдені в інших експериментах з такого моделювання, наприклад експериментах Джоан Оро. Експерименти з рибозимами, подібними до вірусної РНК Q-бета, показали, що прості здатні до самовідтворення структури РНК можуть витримати навіть сильний тиск відбору (наприклад, термінаторів ланцюгів протилежної хіральності).

## Ідея світу РНК

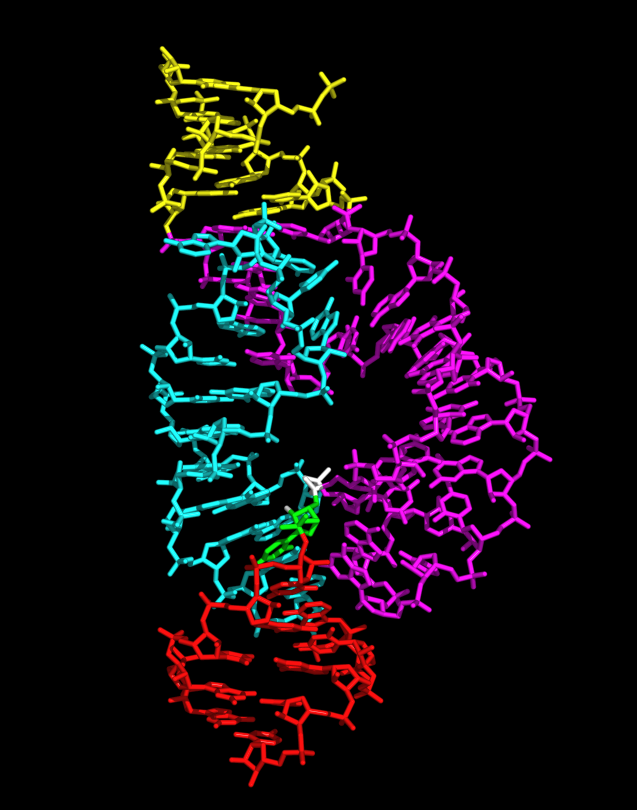
Структура рибозиму,.

РНК і ДНК зроблені з багаторазових повторень певних нуклеотидів, які також називаються «основами», зв'язаних з фосфо-цукровим «скелетом». Гіпотеза світу РНК вважає, що у первісному бульйоні існували вільно-плаваючі нуклеотиди. Ці нуклеотиди постійно формували зв'язки один з одним, але ланцюжки часто розривалися, тому що енергія зв'язку була низькою. Проте, певні послідовності базових пар мають каталітичні властивості, які фактично знижують енергію ланцюжка, примушуючи нуклеотиди залишитися разом протягом довшого часу. Коли буде створено багато довгих ланцюжків, приваблюватимуть більше відповідних нуклеотидів, так що ланцюжки будуть формуватися швидше, ніж розриватися.
Ці нуклеотидні ланцюжки запропоновані як перші, примітивні форми життя. У світі РНК різні форми РНК конкурували одна з одною за вільні нуклеотиди і, таким чином, брали участь у природному відборі. Найефективніші молекули РНК, які здатні були ефективно каталізувати своє власне відтворення, витримали цей відбір і розвилися до сучасної РНК.
Змагання між РНК могло привести до появи кооперації між різними ланцюжками РНК, відкривши шлях для утворення першої прото-клітини. Зрештою, ланцюжки РНК спонтанно розвинули каталітичні властивості, які допомагають зв'язувати разом амінокислоти (пептидний зв'язок). Ці амінокислоти могли б тоді допомогти з синтезу РНК, надавши тим ланцюжкам РНК, які служать рибозимами, переваги у відборі. Кінець кінцем ДНК, ліпіди, вуглеводи, і всі інші органічні хімічні речовини включалися до життя. Це привело до перших клітин прокаріот, і кінець кінцем до життя, такого, яким ми його знаємо.

## Крихкість нуклеїнових кислот
З першого погляду гіпотеза світу РНК може показатися неправдоподібною, тому що в сьогоднішньому світі великі молекули РНК невід'ємно нестабільні і можуть легко бути розірваними на нуклеотиди гідролізом. Навіть без гідролізу РНК врешті розпадається під дією ультрафіолетової радіації, що значно обмежує життєвий цикл «організмів» світу РНК (Pääbo 1993, Lindahl 1993).
Запропонована альтернатива світу РНК — пептидні нуклеїнові кислоти, ПНК (англ. PNA). ПНК значно стійкіша, ніж РНК і здається, може бути синтезована в пре-біотичних умовах швидше за РНК, особливо якщо синтез рибози та додавання до неї фосфатних груп проблематичні. Як інші альтернативи РНК були запропоновані треозна нуклеїнова кислота (ТНК, англ. TNA) та глікольна нуклеїнова кислотна (ГНК, англ. GNA). Принципово інша альтернатива процесів збирання РНК запропонована в гіпотезі світу ПАВ (англ. PAH world hypothesis), згідно з якою поліциклічні ароматичні вуглеводні (ПАВ) могли бути каталізаторами формування структур РНК.
Дана молекула РНК в минулому могла прожити довше, ніж сьогодні. Ультрафіолетова радіація також може примусити РНК полімеризуватися, в той же час розбиваючи інші види органічних молекул, які могли б мати потенціал каталізу гідролізу РНК (рибонуклеази), пропонуючи, що РНК могла бути значно поширенішою речовиною на Землі. Проте ця теорія ще не має експериментальних підтверджень, оскільки базується на постійній концентрації цукро-фосфатних молекул.

## Значення
Гіпотеза світу РНК, якщо вона істина, має важливе значення для визначення життя. Зараз поняття життя в значній мірі визначене в термінах ДНК і білків, у сьогоднішньому світі, ДНК і білки є домінуючими макромолекулами в живій клітині, тоді як РНК служить тільки як допоміжна молекула в створенні білків за інформацією, закодованою в ДНК. Але гіпотеза світу РНК розміщує РНК в центрі на час зародження життя, вимагаючи визначення життя в термінах РНК і стратегій які РНК використовує для свого відтворення.
У 2001, гіпотеза світу РНК одержала значну підтримку з розшифровкою структури рибозима, яка показала, що ключові каталітичні сайти рибозима складені з РНК, що 3-мірну структуру, а білки, грають тільки структурну роль в утриманні рибозима разом. Особливо, утворення пептидного зв'язку, який зв'язує разом амінокислоти створюючи білки, може каталізуватися РНК. Це відкриття показує, що молекули РНК могли бути здібними до синтезу перших білків.

## Труднощі
Пре-біотичні моделі, при яких створюються нуклеотиди, несумісні з умовами, необхідними для створення цукрів (через велику концентрацію формальдегіду). Отже вони повинні бути синтезовані в різних місцях, а потім перенесені в якесь одне місце. Проте, вони не реагують у воді. Безводні реакції легко зв'язують пурини з цукрами, але тільки 8 % з них з'єднують правильний вуглецевий атом на цукрі з правильним атомом азоту на основі. Піримідини, проте, не реагуватимуть з рибозою, навіть у безводних умовах.
Крім того, необхідні для синтезу фосфати в природі зустрічаються надзвичайно рідко, тому що вони легко випадають в осад. При введенні фосфату, останній повинен швидко з'єднуватися з правильною гідроксильною групою нуклеотиду.
Щоб нуклеотиди могли сформувати РНК, вони самі повинні бути активізовані. Активізовані пуринові нуклеотиди формують маленькі ланцюжки на існуючому шаблоні піримідинової РНК, але цей процес не йде навпаки тому що піримідинові нуклеотиди не полімеризуються так легко.
Додатково, вся рибоза повинна бути одного стерео-ізомерного типу, тому що будь-який нуклеотид неправильної хіральності діє як термінатор ланцюжка.
Згідно з критиками гіпотези світу РНК (наприклад А.Каінс-Сміт A.G. Cairns-Smith), процес будівництва нуклеїнових кислот вимагав би синхронізації виникнення сприятливих умов та подій. Більше того ця синхронізація повинна бути досить протяжною в часі (протягом мільйонів років) для створення достатньої кількості необхідних речовин.
Незважаючи на це, в 2009 році було синтезовано 2 піримідинові рибонуклеотиди: без формування проміжних ланок окремо рибози та основи, формуючи натомість інші проміжні продукти (арабінози аміно-оксалозни та ангідриднуклеозиди). У 2016 році було показано, що можна синтезувати решту нуклеотидів-пуринів: аденін і гуанін та з'єднати їх з рибозою. Проте поки не встановлено, яким чином може піти приєднання фосфатного залишку.

## Нові дані
РНК «вигадала» ДНК для зберігання інформації, а білки — для того, щоб можна було якісно робити щось корисне, наприклад, каталізувати хімічні реакції. Експериментально доказано,
що давня РНК, можливо, зробила це за рахунок наявності в ній спеціальних хімічних модифікацій , які в сучасних РНК клітинних майже не зустрічаються.
Наприкінці 1980-х років Джордж Уезерілл розробив одну з перших програм для чисельного моделювання процесу укрупнення планетезималь.

## Див також
- Космогонія
- Формування та еволюція Сонячної системи
- Планетологія
- Планетозималь
- Походження Місяця
- Пізнє важке бомбардування
- Абіогенез
- Найперші відомі форми життя

- Теорії виникнення життя на Землі
- Автокаталітичний набір